# كيرن فريمان
كيرن فريمان (بالإنجليزية: Kieran Freeman) هو لاعب كرة قدم بريطاني، ولد في 20 مارس 2000 في أبردين في المملكة المتحدة.